# Рябых, Пётр Георгиевич
Пётр Гео́ргиевич Рябы́х (1923—1993) — лейтенант, командир взвода управления батареи 76-миллиметровых пушек 1120-го стрелкового полка 333-й стрелковой Синельниковской Краснознамённой дивизии 6-й армии, Герой Советского Союза (1944).

## Биография
Пётр Георгиевич Рябых родился 5 октября 1923 года в селе Губари (ныне — в составе Борисоглебского городского округа Воронежской области). Окончил 8 классов средней школы в 1940 году и курсы водолазов. Накануне войны работал водолазом в Балашове. В Красной Армии с сентября 1941 года. До апреля 1942 года учился в Вольской школе авиамехаников, затем окончил 1-е Ленинградское артиллерийское Краснознамённое училище имени Красного Октября и получил звание лейтенанта.
С марта 1943 года до победы над Германией в Великой Отечественной войне сражался на Юго-Западном и 3-м Украинском фронтах. Принимал участие в освобождении Украины, Молдавии, Румынии и Болгарии. В боях дважды ранен и контужен.
Особо отличился при форсировании Днепра и в боях за плацдарм, получивший название Разумовский. 26 ноября 1943 года лейтенант П. Г. Рябых со взводом управления и двумя орудиями в составе штурмового отряда переправился через Днепр южнее Запорожья и, закрепившись на плацдарме у деревни Алексеевская, артиллерийским огнём способствовал отражению натиска врага. 27 ноября противник превосходящими силами перешёл в контратаку и сумел потеснить боевые порядки пехоты и захватить орудия. Лейтенант Рябых, подняв взвод управления и находившихся рядом пехотинцев, лично повёл подразделение в атаку. Несмотря на то, что неприятель имел семикратное численное превосходство, Рябых со своими бойцами отбросил его и восстановил прежнее положение стрелкового подразделения. Пётр Георгиевич в этом бою лично истребил  8 немецких солдат и одного офицера. В дальнейшем его батарея стойко обороняла занимаемые позиции, подбив два вражеских танка и уничтожив до 300 солдат и офицеров вермахта. 
Звание Героя Советского Союза, с вручением ордена Ленина и медали «Золотая Звезда» (№ 2681), лейтенанту Рябых Петру Георгиевичу присвоено 22 февраля 1944 года за отвагу и мужество, проявленные в боях по расширению и удержанию плацдарма на западном берегу Днепра.
В апреле 1948 года П. Г. Рябых до состоянию здоровья был уволен из Советской Армии. Старший лейтенант запаса. Жил в городе Балашов, работал сменным инженером-диспетчером на машиностроительном заводе. Умер 14 июля 1993 года.

## Награды
Награждён орденом Ленина, двумя орденами Отечественной войны 1-й степени, орденом Отечественной войны 2-й степени (1943) и четырьмя медалями.